# Bouwvakkersdecolleté

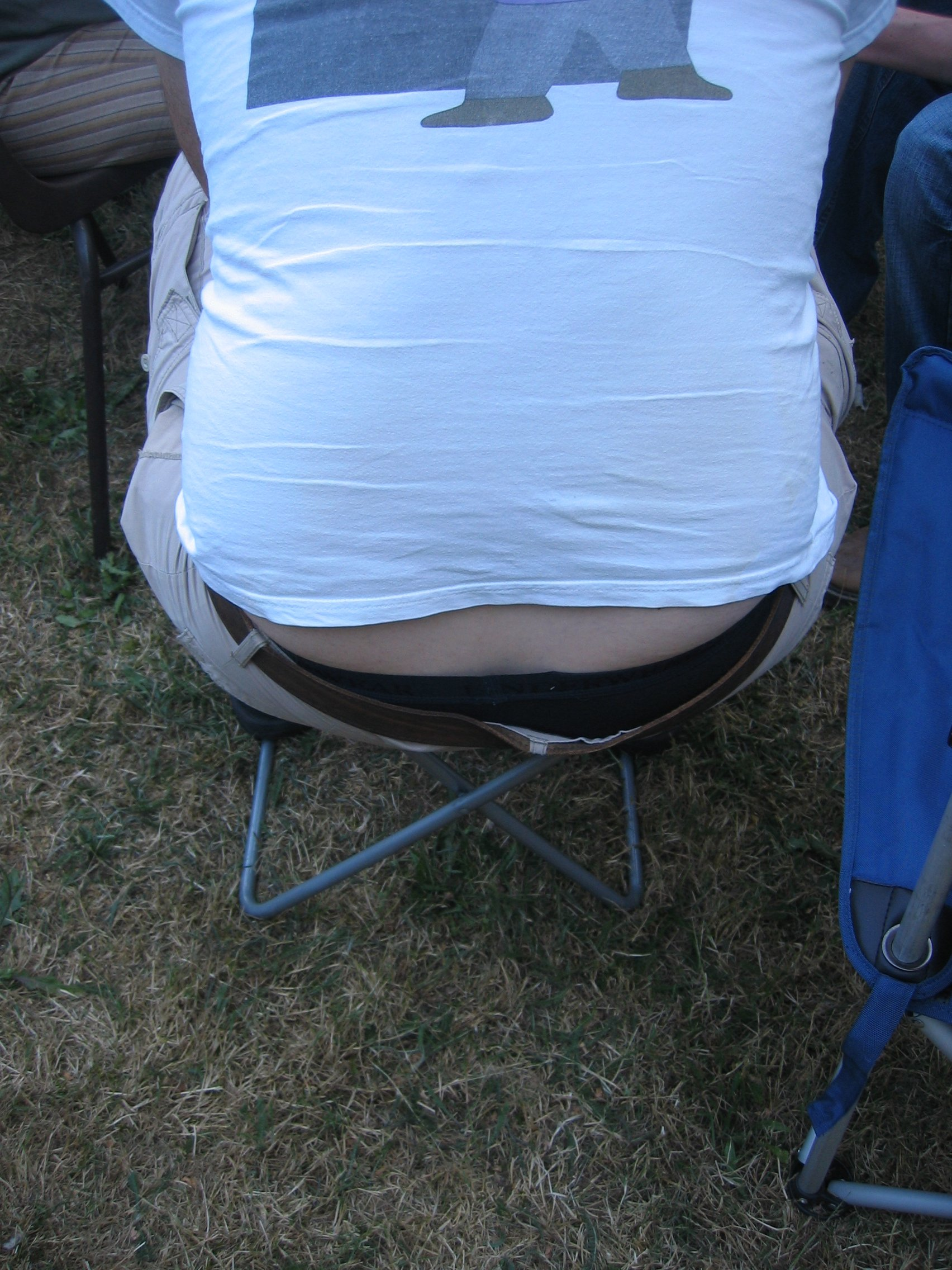
Een bouwvakkersdecolleté, door voorovergebogen te zitten op een (te) lage stoel

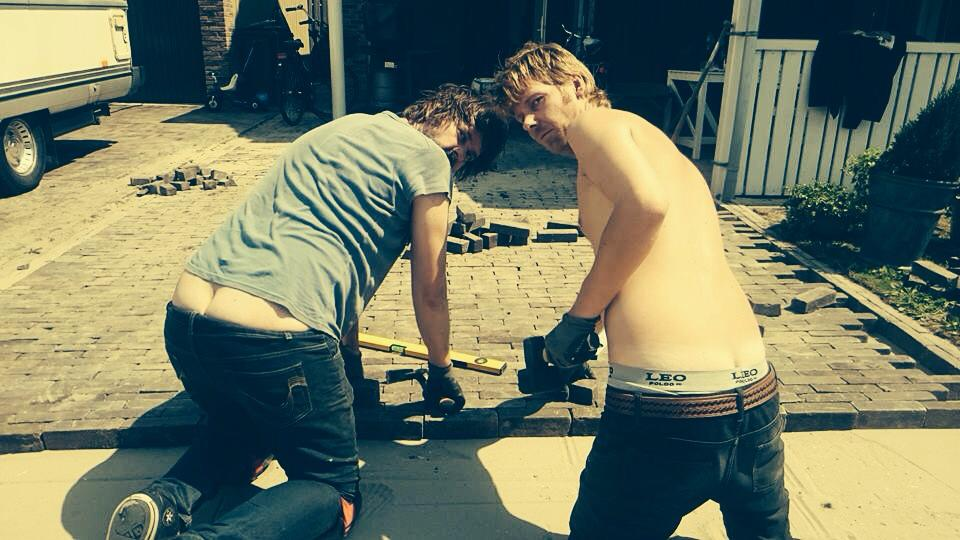
Stratenmakers aan het werk

Bouwvakkersdecolleté is een eufemistische term voor het zichtbaar zijn van de bovenkant van de bilspleet boven de band van de broek.
De naam is ontstaan vanwege de gelijkenis met het decolleté bij vrouwen: twee huidkleurige wangen met een spleet ertussen. Het bouwvakkersdecolleté is voornamelijk te zien bij mensen die vaak voorovergebogen werk doen met een strakzittende broek, zoals een spijkerbroek, waaronder bouwvakkers.
Het bouwvakkersdecolleté wordt vaak als onflatteus gezien. Er bestaan onderbroeken met speciale inzetstukken die het zichtbaar maken van de bovenkant van de bilspleet tegen moeten gaan en extra lange T-shirts die het zichtbaar worden van het billendecolleté moeten voorkomen. Deze extra lange T-shirts blijven in de broek zitten als men voorover buigt. Ze kunnen handig zijn bij beroepen waarin vaak voorovergebogen gewerkt wordt (tapijtlegger, stratenmaker e.d.). Ook een tuinbroek verhindert het zichtbaar worden van de bilspleet. 